# 곽재오
곽재오(중국어 정체자: 郭梓奧, 병음: Gūo Zî’ào 궈쯔아오[*], Oscar Kwok, 2008년 5월 9일 ~ )는 홍콩의 어린이 배우, 무용가, 모델이며, EDF Hip Hop Dance Crew의 일원이다.